# Metropolita (powieść)
Metropolita (tyt. oryg. Metropolitan) – powieść łącząca elementy science fiction i fantasy amerykańskiego pisarza Waltera Jona Williamsa. Wydana w 1995 r. przez Harper Prism doczekała się nominacji do Nebuli w tym samym roku. Polską edycję, w tłumaczeniu Grażyny Grygiel i Piotra Staniszewskiego wydało Wydawnictwo Mag w 1998 r.

## Fabuła
Aiah, młoda kobieta z dzielnego, lecz zmarginalizowanego narodu Barkazilów, mieszka w metropolii obejmującej całą planetę i pracuje na podrzędnym stanowisku w Zarządzie Plazmy. Plazma to energia wytwarzana przez materię, podatna ludzkiej woli. Plazma może leczyć choroby, zmieniać jedne substancje na inne, nawet może stworzyć życie. Ale nieumiejętnie używana plazma może zabić. Dlatego kierować plazmą umieją tylko wyszkoleni czarodzieje. Aiah jest, niestety, tylko urzędnikiem. Jest sfrustrowana swoją pracą, kochankiem, który wyjechał do pracy na drugi koniec świata, swoim bezbarwnym życiem i brakiem perspektyw. Zazdrości takim ludziom, jak były metropolita Constantin, który obraca się w wielkim świecie i zużywa duże ilości plazmy. Pewna szansa na odmianę losu pojawia się, gdy Aiah zostaje przydzielona do grupy mającej znaleźć nierejestrowane źródło plazmy, przez które fragment miasta został spopielony przez fantom podłączonej do niego osoby. Szczęście nieoczekiwanie uśmiecha się do niej, gdy to źródło odkrywa. To ogromny skarb, ale i ogromne ryzyko. Aiah sama może co najwyżej sprzedawać znalezioną plazmę w niewielkich porcjach na czarnym rynku, ale to nie zaspakaja jej ambicji. Postanawia zagrać va banque. Zgłasza się do wciąż potężnego Constantina i oferuje mu znalezione źródło, by mógł zmienić świat na lepsze. Constantin wykorzystuje plazmę, by dokonać przewrotu w Caraqui i wcielić w życie swój życiowy projekt – Ruch Nowego Miasta.
Kontynuacją Metropolity jest powieść Miasto w ogniu, opowiadająca o życiu Aiah u boku Constantina w Caraqui.